# محاصره کورومارو
محاصره‌های کورومارو (به ژاپنی: 黒丸 Kuromaru)، کورومارو قلعه ای متعلق به کانری معاون شوگون، شیبا تاکاتسونه واقع در ولایت اچیزن، نیتتا زوکه امروزی، فوکوئی (شهر)، استان فوکویی در منطقه هوکوریکو بود. در طول جنگ‌های دوره نانبوکوچو در قرن چهاردهم، دو بار مورد حمله قرار گرفت، که در طی آن احتمالاً هم ساخته شده و هم تخریب شده است.
این قلعه برای اولین بار در اوت ۱۳۳۸ توسط یک نیروی کوچک تحت فرماندهی نیتتا یوشی‌سادا، که تعداد آنها تقریباً پنجاه اسب (سواره‌نظام) بود، مورد حمله قرار گرفت که به عنوان نبرد فوجیشیما شناخته می‌شد. هوسوکاوا آکیئوجی به دستور آشیکاگا تاکائوجی برای کمک به شیبا تاکاتسونه در دفاع، و در فاصله کوتاهی از قلعه با نیروی نیتا روبرو شد.
راهبان جنگجو (سوهی) صومعه هایسن جی، که در اصل بخشی از نیروی نیتا بودند، توسط شیبا رشوه دریافت کردند تا از حمله دست بکشند، و عجله نیتا برای پر کردن شکاف بعدی در تشکیلات خود باعث شد که او و سوارانش به سمت هوسوکاوا بدوند. در نبردی که بعد از آن، نیتتا با یک تیر مجروح شد.
سال بعد، امپراتور گو-موراکامی به برادر نیتتا یوشی‌سادا (که کشته شده بود)، نیتتا یوشی‌سوکه دستور داد تا حمله دیگری به قلعه را رهبری کند. این حمله با موفقیت انجام شد و با تسلیم به پایان رسید.